# دفتر ستاد کل نیروی زمینی امپراتوری ژاپن

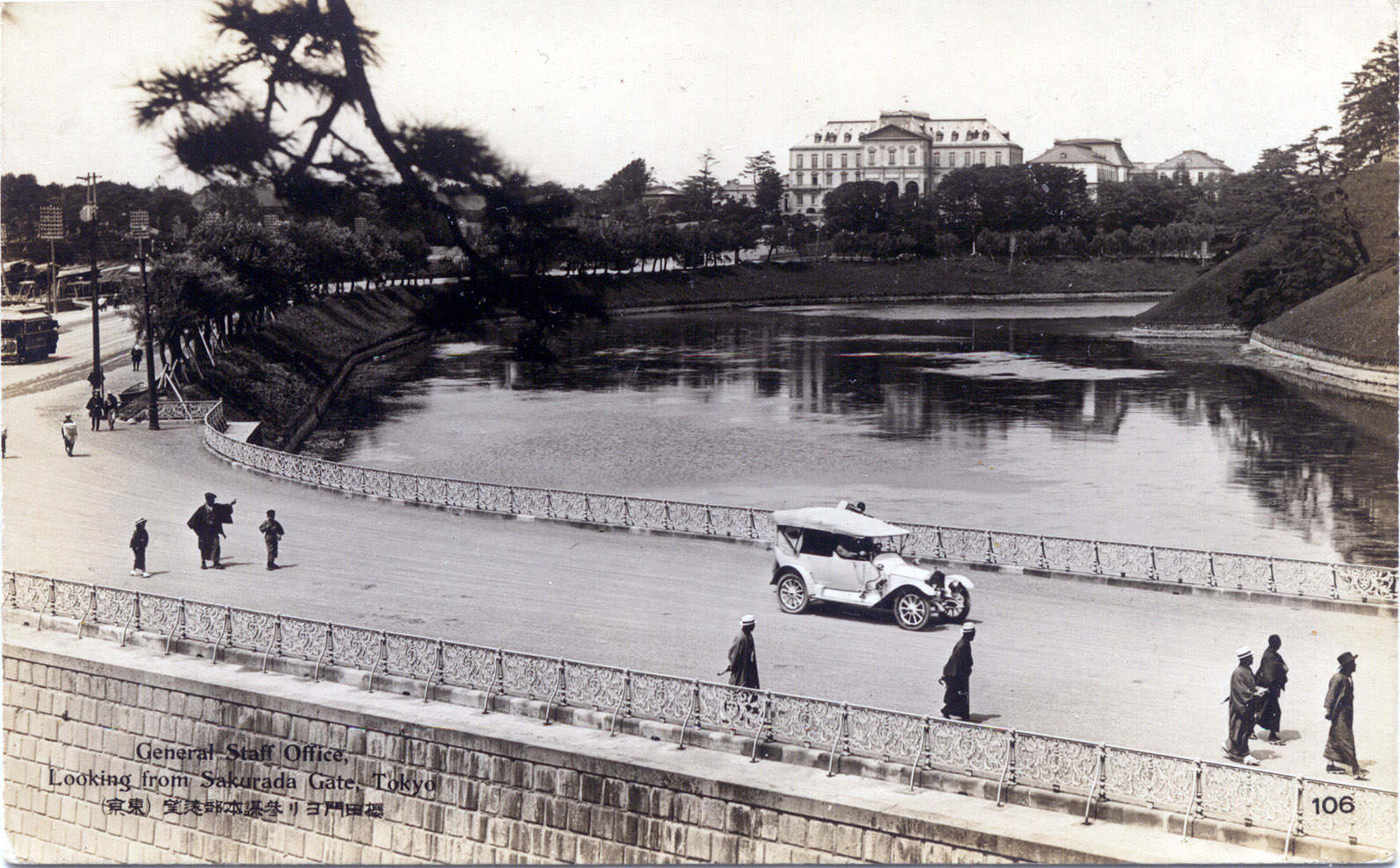
کارت پستال با نمای دفتر مرکزی ستاد امپراتوری ژاپن، حدود سال ۱۹۱۰

دفتر ستاد ارتش امپراتوری ژاپن (به ژاپنی: 参謀本部, Sanbō Honbu) ستاد عمومی ارتش نیز نامیده می‌شود، یکی از دو اداره اصلی مسئول نظارت بر نیروی زمینی امپراتوری ژاپن بود.